# Марцинк, Юлий Янович
Юлий Янович Марцинк (1899—?) — участник Гражданской войны, награждён тремя Орденами Красного Знамени (1922, 1922, 1923).

## Биография
Юлий Марцинк родился в 1899 году (по другим данным — в 1903 году) в деревне Райдзун (ныне — территория Латвии) в семье батрака. 
После окончания трёх классов школы работал пастухом, слесарем. После Октябрьской революции пошёл на службу в 1-й автобоевой отряд ВЦИК (впоследствии — имени Я. М. Свердлова), был в нём шофёром, начальником бронемашины, помощником командира взвода. Неоднократно отличался в боях.
Приказом Революционного Военного Совета Республики № 154 в 1922 году шофёр 1-го автобоевого отряда Юлий Марцинк был награждён первым орденом Красного Знамени РСФСР.
Приказом Революционного Военного Совета Республики № 127 в 1922 году начальник бронемашины 1-го автобоевого отряда Юлий Марцинк вторично был награждён орденом Красного Знамени РСФСР.
Приказом Революционного Военного Совета Республики № 56 в 1923 году помощником командира взвода 1-го автобоевого отряда Юлий Марцинк в третий раз был награждён орденом Красного Знамени РСФСР.
В 1923 году Марцинк был демобилизован, после чего работал водителем сначала на автобазе ОГПУ СССР, затем в посольствах СССР в различных странах. Вернувшись в СССР, работал на автобазе ВСХВ. 26 июня 1938 года Марцинк был арестован органами НКВД СССР, содержался в Бутырской тюрьме. В январе 1940 года его дело было прекращено, а сам он был освобождён. Работал водителем в Народном комиссариате автомобильного транспорта СССР. Участвовал в боях Великой Отечественной войны в составе формирований народного ополчения. В 1942 году был направлен на работу водителем в Народном комиссариате пищевой промышленности СССР. Дальнейшая судьба не установлена.